# Сазоновка (Башкортостан)
Сазо́новка (баш. Сазоновка) — деревня в Бакалинском районе Республики Башкортостан Российской Федерации. Входит в состав Староматинского сельсовета.

## География

### Географическое положение
Расстояние до:
- районного центра (Бакалы): 21 км,
- центра сельсовета (Старые Маты): 8 км,
- ближайшей ж/д станции (Туймазы): 98 км.

## История
Название происходит по фамилии Сазонов .
С 2005 современный статус.
Статус деревня, сельского населённого пункта, посёлок получил согласно Закону Республики Башкортостан от 20 июля 2005 года N 211-з «О внесении изменений в административно-территориальное устройство Республики Башкортостан в связи с образованием, объединением, упразднением и изменением статуса населенных пунктов, переносом административных центров», ст.1

6. Изменить статус следующих населенных пунктов, установив тип поселения — деревня…

7) в Бакалинском районе: 

я2) поселка Сазоновка Староматинского сельсовета

## Население
| 2002 | 2009 | 2010 |
| ---- | ---- | ---- |
| 17   | ↘9   | ↗12  |

Национальный состав
Согласно переписи 2002 года, преобладающая национальность — кряшены (76 %).